# Edgard De Smedt
Edgard De Smedt, né à Bruges le 19 octobre 1880 et mort le 6 février 1951 dans la même ville, est un joueur de football belge, surtout connu comme étant l'un des fondateurs du Cercle de Bruges, et l'un de ses présidents emblématiques. Après son décès, le stade du Cercle brugeois est rebaptisé Stade Edgard De Smedt en son honneur.

## Biographie
Né en 1880, Edgard De Smedt découvre le football avec les pionniers de ce sport en Belgique durant ses études à l'Institut Saint-François-Xavier de Bruges. Avec l'association des anciens élèves de cette école, il fonde le Cercle Sportif Brugeois en 1899. Il ne dispute qu'un seul match officiel, préférant se consacrer à la gestion quotidienne de l'association.
Dès la création du Cercle, il occupe le poste de vice-président, assistant les premiers présidents « vert et noir » durant les plus belles années de l'équipe. En 1937, alors que l'équipe évolue pour la première fois de son Histoire en Division 1, à l'époque deuxième niveau national, il accepte de prendre la direction du Cercle en remplacement de Paul Dautricourt, démissionnaire.
Sous sa présidence, le Cercle remonte en Division d'Honneur, et y reste jusqu'à la fin des années 1940. Il loue également les terrains du « Kloosterveld » pour les équipes de jeunes, leur permettant de disposer d'installations en adéquation avec leurs besoins. Il participe ensuite aux célébrations du cinquantenaire du Cercle de Bruges en 1950, au cours desquelles il est honoré pour autant d'années de dévotion à l'association « groen-zwart ».
Edgard De Smedt décède subitement un an plus tard. La direction décide alors à l'unanimité de rebaptiser l'actuel stade du Cercle, appelé jusqu'alors simplement « Stade du RCS Brugeois » en Stade Edgard De Smedt pour lui rendre hommage. Aujourd'hui, ce stade n'existe plus, remplacé par un site consacré à l'horticulture, qui préserve néanmoins la mémoire de l'ancien président du Cercle, l'« Edgard De Smedtplantsoen ».

### Sources et liens externes
- Site officiel du Cercle de Bruges
- (nl) Fiche sur CercleMuseum